# Salvojaure (Arjeplogs socken, Lappland)
Salvojaure är en sjö i Arjeplogs kommun i Lappland och ingår i Piteälvens huvudavrinningsområde. Sjön har en area på 0,0537 kvadratkilometer och ligger 795 meter över havet.